# Kokusai Ta-go
Kokusai Ta-go – japoński specjalny (samobójczy) samolot szturmowy z okresu II wojny światowej.